# 约翰·海伍德
约翰·海伍德（英語：John Heywood，1497年—1580年），文艺复兴时期欧洲作家。其主要活动于16世纪，他写作戏剧和讽刺诗，他还在当时英国的宫廷中唱歌和演奏维金纳琴。